# Kostel Panny Marie Lurdské (Paříž)
Kostel Panny Marie Lurdské (fr. Église Notre-Dame-de-Lourdes) je katolický farní kostel ve 20. obvodu v Paříži, v ulici Rue Pelleport. Kostel je umístěn v přízemí nově postavené obytné budovy.